# DragonForce

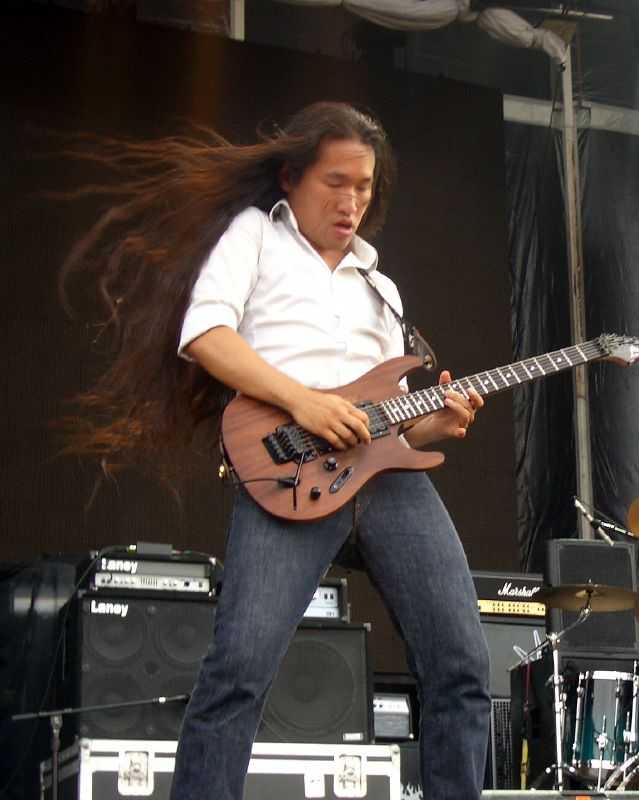
Герман Ли — гитара

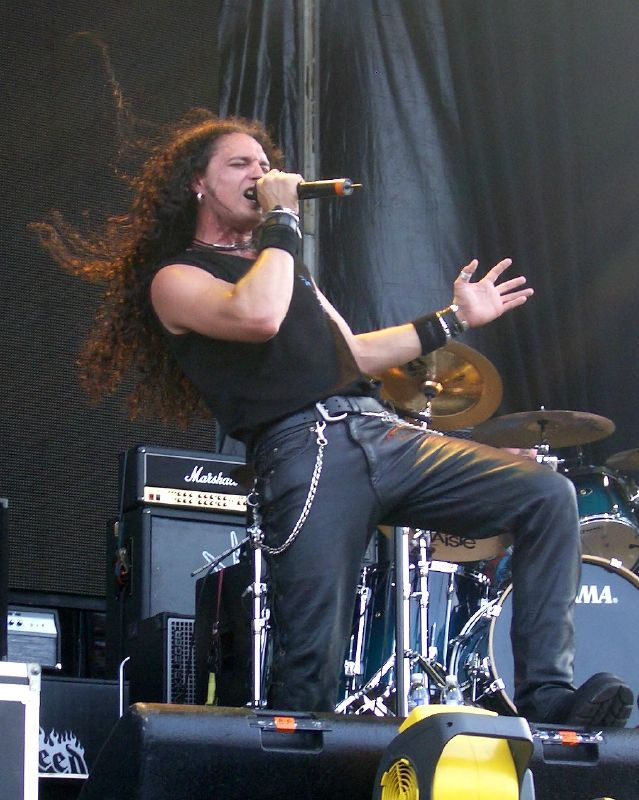
Зиппи Терт — вокалист группы до 2010 года

DragonForce ([ˈdræɡənˌfɔː(ɹ)s]) — пауэр-метал-группа из Великобритании. Известна как одна из самых скоростных групп данного стиля. Одна из немногих групп, участниками которой являются представители пяти стран: Новой Зеландии (Сэм Тотман), Великобритании (Марк Хадсон), Италии (Гии Анзалоне), Китая (Герман Ли) и США (Алисии Виджил). А до ухода в 2010 году Зиппи Тёрта из Южно-Африканской Республики, в 2018 году Вадима Пружанова из Украины и в 2019 году Фредерика Леклера из Франции — восьми стран.

## История

### Создание
Группа DragonForce была основана гитаристами Сэмом Тотманом и Германом Ли, которые уже имели музыкальный опыт, играя в группе Demoniac. Изначально группа называлась DragonHeart. Вскоре по объявлению был найден вокалист Зиппи Терт, а ещё через некоторое время группа укомплектовалась барабанщиком Матеем Сетинком, басистом Стивом Скоттом и клавишником Стивом Уильямсом. DragonHeart выпустили демо-альбом и гастролировали вместе с группами Halford и Stratovarius. В 2002 году обнаружилось, что уже существует пауэр-металлическая группа под названием DragonHeart и музыканты сменили название на DragonForce.
Барабанщик Матей Сетинк покинул группу в декабре 1999 года, чтобы продолжить учёбу в Словении; на его место был приглашен Дидье Альмаузни. В начале 2000 года группу покинул Стив Уильямс, а в ноябре 2000 ушёл Стив Скотт. Уильямс ненадолго вернулся и снова покинул группу в декабре 2000 года, за несколько дней до гастролей с Halford и Stratovarius. Стив Скотт присоединился к группе Shadowkeep, а затем к Power Quest.
Басист Дикон Харпер присоединился к группе в ноябре 2000 года, а в феврале 2001 года в группу пришёл клавишник Вадим Пружанов. Этим составом и был записан дебютный альбом группы.
Харпер поучаствовал в записи альбома, но вынужден был уйти из-за проблем с сухожилиями, которые требовали хирургического вмешательства.

### Valley of the Damned(2000—2003)
DragonForce записали свой первый демо-альбом в 2000 году. Это был самостоятельный релиз, однако они стали одной из самых популярных пауэр-металлических групп Великобритании в то время. Песня Valley of the Damned стала первым синглом группы. Песня имела большой успех на MP3.com, где две недели занимала первое место в чарте, как самая скачиваемая песня. Вскоре после выхода демо Стив Уильямс и Стив Скотт покинули группу и были заменены Вадимом Пружановым и Диконом Харпером.
Стив Уильямс впоследствии создал группу Power Quest.
В 2003 году группа подписала контракт с Noise Records и приступила к записи полноформатного дебютного альбома. Заглавная песня была переиздана для продвижения альбома. Она является одной из известных песен DragonForce на сегодняшний день и постоянно исполняется на концертах. Тур в поддержку альбома Valley of the Damned продолжался в течение 2004 года и завершился в Токио, Япония.

### Sonic Firestorm(2004—2005)
Следующий альбом группы Sonic Firestorm и сингл «Fury of the Storm» оказались ещё более успешными. Sonic Firestorm первый альбом DragonForce с басистом Адрианом Ламбертом и барабанщиком Дэйвом Макинтошем. Когда Макинтош пришёл в группу в 2004 году, DragonForce стали называть свой музыкальный стиль, как экстремальный пауэр-метал, из-за его быстрых бласт-битов и двойной бас-бочки. Группа начинает становиться популярной на международном уровне и получает прозвища вроде «Bon Jovi на скорости» и «Journey встретились со Slayer».
Во время тура в поддержку альбома DragonForce гастролировали вместе с такими группами, как W.A.S.P. и Iron Maiden.

### Inhuman Rampage(2006—2007)
Группа достигла ещё большего успеха с альбомом Inhuman Rampage. Альбом был выпущен в 2006 году, после подписания контракта с лейблом Roadrunner Records. Песня «Through the Fire and Flames» стала одной из самых известных песен DragonForce и появилась в играх Guitar Hero III: Legends of Rock, Guitar Hero: Smash Hits, Brütal Legend и Rock Band. Линдсей Доусон из группы Demoniac, бывшей группы Сэма Тотмана и Германа Ли, появился на альбоме в качестве бэк-вокалиста. Перед выходом альбома басист Адриан Ламберт покинул группу, в связи с рождением сына в ноябре 2005 года. Вместо него в группу был приглашен Фредерик Леклер, в качестве сессионного музыканта. В январе 2006 он стал полноценным членом группы. Он также снялся в видеоклипе к песне Operation Ground and Pound. Сингл Through the Fire and Flames достиг золотого статуса в США и Канаде.

### Ultra Beatdown(2008—2009)
Летом 2008 года группа выступала вместе со Slipknot и Disturbed на фестивале Rockstar Energy Metal Mayhem. Осенью 2008 года вышел их четвёртый студийный альбом: Ultra Beatdown. Первый сингл с альбома «Heroes of Our Time» был номинирован на премию «Грэмми» за лучшее метал исполнение, но проиграл песне «My Apocalypse» группы Metallica. Укороченная версия Heroes of Our Time также присутствует в видеоиграх Skate 2 и NHL 10
Этим альбомом Dragonforce сделали ещё один шаг вперед. Группа оставаясь в рамках пауэр-метал, сделала акцент на качество звучания и мелодическую основу музыки.

Не ждите значительных отличий. Но я надеюсь, что мелодии будут интереснее, гитарные соло — лучше, а звук — качественнее. Необходимо добиваться улучшений во всех областях.
— Сэм Тотман

Мы мало в чём можем меняться, но кое-что все-таки сделали по-другому. Три предыдущих альбома были в значительной степени ориентированы на гитары, и на новом диске также хватает гитар, но я хочу попытаться внести в песни дополнительное разнообразие своим вокалом.
— Зиппи Терт
5 и 6 марта 2009 года состоялись концерты группы в Санкт-Петербурге (клуб «Орландина») и в Москве (клуб «Точка»).
На вопрос, о том когда Dragonforce снова посетят Россию гитарист Сэм Тотман поклялся, что они обязательно приедут в течение следующих 2 лет (обещание так и не было выполнено в течение указанного времени. НО! 2012 года группа Dragonforce посетила Россию с новым альбомом, выступив 7 декабря (Санкт-Петербург «Зал Ожидания») и 8 декабря (Москва «Москва Hall»).

### Уход Зиппи Терта
Герман Ли заявил, что DragonForce закончат свои гастроли в декабре, чтобы встретить Рождество дома, а затем приступят к сочинению и записи песен для нового альбома, который планируется выпустить в 2011 году.
22 февраля были выпущены переиздания первых двух альбомов группы: Valley of the Damned и Sonic Firestorm. Альбом Valley of the Damned был ремастирован, оба альбома содержали бонус-треки и DVD с концертными записями и комментариями к альбомам. Также альбомы были изданы в виде бокс-сетов, к которым прилагались футболка, медиаторы и надувная гитара.
8 марта 2010 года было объявлено, что группа рассталась с Зиппи Тертом и ищет нового вокалиста.

Мы с большим сожалением заявляем, что вокалист Зиппи Терт покидает DragonForce. Это связано с непреодолимыми различиями в музыкальных мнениях. Остальные участники группы желают Зиппи большого успеха в своих будущих проектах. Участники группы кроме сочинения новых песен уже начали поиски нового вокалиста по всему миру. Мы ищем певца с мощным, мелодичным голосом, чтобы начать новую главу истории DragonForce
— Герман Ли

### Twilight Dementia
22 июня 2010 года группа объявила о выходе своего первого концертного альбома. Двойной диск под названием Twilight Dementia продюсировал Карл Грум совместно с гитаристами группы Германом Ли и Сэмом Тотманом. Он вышел 13 сентября на лейбле Spinefarm в Европе и на Roadrunner Records в США и Канаде.
Twilight Dementia был записан в ноябре и декабре 2009 года в Великобритании, во время заключительной части мирового тура в поддержку альбома Ultra Beatdown.

### Новый вокалист Марк Хадсон
2 марта 2011 года DragonForce объявили о присоединении к группе нового вокалиста — им стал двадцатитрехлетний Марк Хадсон. Хадсон имел опыт выступлений, но DragonForce стали его первой профессиональной группой.

Я в восторге от того, что присоединился к семье DragonForce. Я всегда мечтал о том, чтобы посвятить свою жизнь созданию музыки. Я намереваюсь привнести в песни всю мощь и эмоции, на которые я способен, и помочь ребятам в создании нового убийственного альбома, которого ждут фаны!
— Марк Хадсон

После почти годичных поисков по всему миру нам очень приятно, что мы наконец-то можем сообщить нашим фанам хорошие новости. Экспрессивный и мелодичный вокал Марка звучит в новых песнях феноменально и привносит новое измерение в звучание DragonForce, которое, я уверен, понравится всем фанам.
— Герман Ли

### The Power Within(2011—2012)
2 февраля 2012 года DragonForce объявили, что их новый альбом будет называться The Power Within и будет издан 15 апреля 2012 года. В ходе гастролей по Северной Америке группа исполняла две новые песни: «Fallen World» и «Cry Thunder»
«Fallen World» является самой быстрой песней DragonForce на сегодняшний день. В назначенную дату альбом был выпущен через собственный лейбл DragonForce Electric Generation Recordings.

### Maximum Overload(2013—2014)
31 марта 2014 года группа на своём официальном сайте объявила о выходе шестого студийного альбома Maximum Overload, который вышел 15 августа 2014 года в Германии, 18 августа в Европе и 19 августа в Северной Америке. Так же на официальном канале в YouTube была выложена демо-версия новой песни «Defenders»: Так же 3 июня этого же года стало известно, что Дэйв Макинтош покинул группу, и его место занял Гии Анзалоне (Gee Anzalone).

### In the Line of Fire(2014—2015)
10 Июля 2015 года DragonForce выпустили свой первый DVD альбом под названием In The Line Of Fire. Для этого DVD было снято выступление на токийском фестивале «Loud Park» в 2014 году, для чего было использовано 9 камер.

### Killer Elite (2016)
Этот набор из 22 треков под названием «Killer Elite — The Hits, The Highs, The Vids», выпущенный на Spinefarm Records, полностью демонстрирует амбиции, разнообразие и мастерство музыкальной продукции группы. Он включает в себя 2 диска и бонусный DVD трек-лист с 8 песнями и клипами к ним.

### Reaching into Infinity (2017)
Reaching into Infinity — седьмой студийный альбом группы, выпущенный 19 мая 2017 года. Это первый студийный альбом с участием барабанщика Джи Анзалоне и второй альбом группы, спродюсированный Йенсом Богреном. Он был записан лейблом Metal Blade Records.
Альбом был написан в основном Сэмом Тотманом и Фредериком Леклерком с Вадимом Пружановым, написавшим одну песню, и Марком Хадсоном, написавшим некоторые тексты.

Леклерк заявил, что он больше слушает традиционный хэви-метал, трэш-метал, дэт-метал, блэк-метал и прогрессив-метал, чем пауэр-метал, поэтому альбом звучит иначе, чем предыдущие работы группы Когда его спросили о сочинении песен Леклерка и о возможном влиянии его экстремального металлического сайд-проекта Sinsaenum, Герман Ли сказал:
Мы стараемся использовать навыки каждого, чего мы не особо делали в начале существования группы. не думаю, что Sinsaenum имел слишком большое значение, потому что есть еще так много идей, которые мы еще не смогли воплотить в Dragonforce, и если вы представите слишком много новых идей, вы потеряете фокус. 
Группа сначала хотела пригласить гостя из-за резкого вокала, но в конце концов они попросили Хадсона попробовать, и они остались довольны результатом.
Ли охарактеризовал альбом как их «самый разнообразный», а также как «беглый от реальности», заявив, что люди должны его слушать, чтобы на время уйти от «сумасшествия мира». Название альбома было задумано, чтобы отсылать к тому, как группа хочет, чтобы их музыка доставляла людей из любого места и в любое время.
Reaching into Infinity — самый длинный студийный альбом группы — 60:46. В альбоме также есть самая длинная песня группы — 11 минут и 3 секунды — в «The Edge of the World». Когда его спросили о том, что послужило вдохновением для написания этой песни, Тотман объяснил, что идея пришла из заглавного трека «Седьмого сына седьмого сына» Iron Maiden. Хадсон сказал, что песня сосредоточена вокруг стихотворения «Эпос о Гильгамеше». Ли также объяснил, что «Молчание» было написано о другом Леклерке, который покончил с собой.
Музыкальное видео на «Ashes of the Dawn» было выпущено 15 мая 2017 года, а музыкальное видео на «Midnight Madness» было выпущено 20 сентября 2017 года.
Альбом включает в себя 11 песен и 2 бонус-трека, а специальное издание включает бонусный DVD с Dragonforce, живым на Woodstock Poland 2016. Музыкальные видеоклипы, снятые с разных ракурсов, на Holding On, Heroes of our Time и Operation Ground and Pound представлены на DVD.

### Уход Вадима Пружанова (2018)
Вадим Пружанов, клавишник группы с 2001 года, уходит из группы, так как ему перестало нравиться то, в каком направлении начала двигаться группа.
Я был не согласен с ними по трём пунктам: путь, в котором хотела двигаться группа в плане бизнесa; с законами менеджмента; с вкладом, который группа хотела вносить в музыку. Так же у нас были разные музыкальные предпочтения.

### Extreme Power Metal (2019)
Новый альбом, Extreme Power Metal, вышел 27 сентября 2019 года. Альбом был спродюсирован Дэмиеном Рейно на Mix Unlimited в Лос-Анджелесе, Калифорния. Группа также записала части альбома на прямом эфире Германа Ли на Twitch с участием фанатов. Ли говорит: 
Этот альбом снова сочетает в себе лучшее из DragonForce еще более масштабным и эпическим образом, чем мы когда-либо делали раньше. Мы так рады, что фанаты это услышат! 
Клавишные этого нового альбома исполнил Коэн Янссен из симфонического метал-титана Epica, что внесло новое измерение в альбом DragonForce. Тотман говорит: 
Мы очень тесно работали с Коэном над этим новым альбомом. Мы очень довольны тем, что он привнес в этот новый альбом. Каждый фанат будет так счастлив услышать его величественную игру! 
DragonForce также отправились в мировое турне сразу после выхода Extreme Power Metal. Ли обещает: 
В наше время, когда наша музыка легко доступна, я не собираюсь тратить время, пытаясь описать звучание нашего нового альбома. Я позволю музыке говорить! Однако я могу вам сказать, что наш предстоящий тур будет самым большим за десятилетие. У нас грандиозное шоу и действительно особенный сюрприз для VIP-персон. Нам не терпится увидеть всех на дороге! 

## Музыкальный стиль
Своеобразный стиль DragonForce придают высокоскоростные гитары Сэма Тотмана и Германа Ли. При игре в высоком темпе и на высоких ладах и использовании быстрых арпеджио и коротких бендов, звучание их гитар становится похожим на звучание чиптюнов, которые широко использовались в музыке видеоигр третьего поколения. Сами музыканты подтверждают это влияние.
Герман Ли сказал в интервью журналу Guitar World: «„Nintendo-метал“, „Экстремальный пауэр-метал“, „Bon Jovi на скорости“, „Journey встретились со Slayer“… люди всегда придумывают странные ярлыки для нас». Иногда стиль группы называют спид-металом.
Сами музыканты предпочитают называть свой стиль пауэр-металом.

## Состав
Текущий состав

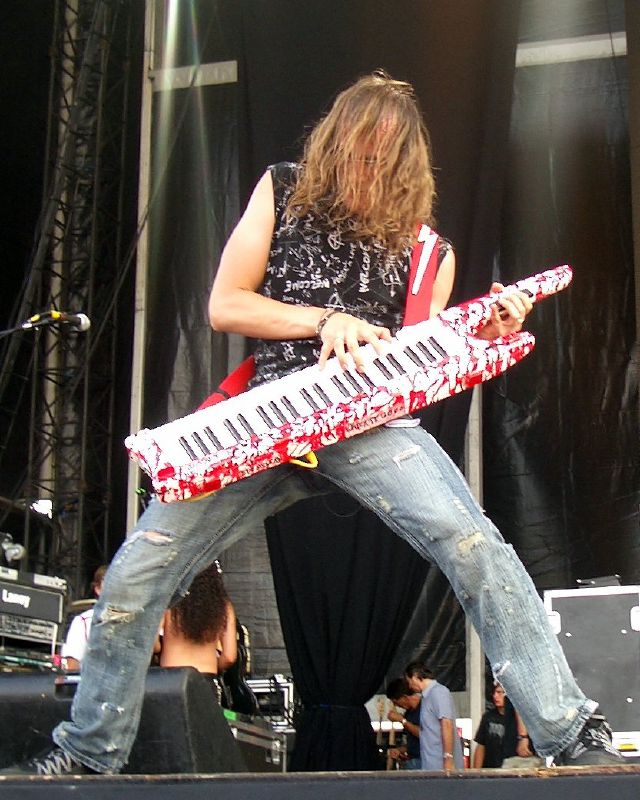
Вадим Пружанов — клавишные

- Герман Ли (Herman Li) (с 1999 по настоящее время) — гитара, бэк-вокал
- Сэм Тотман (Sam Totman) (с 1999 по настоящее время) — гитара, бэк-вокал
- Гии Анзалоне (Gee Anzalone) (с 2014 по настоящее время) — ударные, бэк-вокал
- Марк Хадсон (Marc Hudson) (с 2011 по настоящее время) — вокал
- Алисия Виджил (Aliсia Vigil) (с 2019 по настоящее время) — бас-гитара, бэк-вокал

Бывшие участники
- Вадим Пружанов (Vadim Pruzhanov) (2001—2018) — клавишные, терменвокс, бэк-вокал
- Зиппи Терт (ZP Theart) (1999—2010) — вокал
- Дэйв Макинтош (Dave Mackintosh) (2004—2014) — ударные, бэк-вокал
- Матей Сетинк (Matej Setinc)(1999) — ударные
- Стив Скотт (Steve Scott) (1999—2000) — бас-гитара, бэк-вокал
- Стив Уильямс (Steve Williams) (1999—2000) — клавишные, бэк-вокал
- Дидье Альмаузни (Didier Almouzni) (1999—2003) — ударные
- Дикон Харпер (Diccon Harper) (2000—2003) — бас-гитара, бэк-вокал
- Адриан Ламберт (Adrian Lambert) (2003—2005) — бас-гитара, бэк-вокал
- Фредерик Леклер (Frédéric Leclercq) (2006—2019) — бас-гитара, бэк-вокал

Участники в туре
- Дэмиен Рейно — бас-гитара, бэк-вокал (2019)
- Христиан Виртл — ударные (2003)
- Aquiles Priester — ударные (2020)
- Коэн Янссен — клавишные (2019)

## Дискография
- Valley of the Damned (2003)
- Sonic Firestorm (2004)
- Inhuman Rampage (2006)
- Ultra Beatdown (2008)
- Twilight Dementia  (2010)
- The Power Within (2012)
- Maximum Overload (2014)
- Reaching Into Infinity (2017)
- Extreme Power Metal (2019)
- Warp Speed Warriors (2024)

### Видеоклипы
- «Through the Fire and Flames» (2006) из альбома Inhuman Rampage
- «Operation Ground and Pound» (2006) из альбома Inhuman Rampage
- «Heroes Of Our Time» (2008) из альбома Ultra Beatdown
- «The Last Journey Home» (2009) из альбома Ultra Beatdown
- «Cry Thunder» (2012) из альбома The Power Within
- «Seasons» (2012) из альбома The Power Within
- «The Game» (2014) из альбома Maximum Overload
- «Ashes of the Dawn» (2017) из альбома Reaching Into Infinity
- «Midnight Madness» (2017) из альбома Reaching Into Infinity
- «Highway to Oblivion» (2019) из альбома Extreme Power Metal
- «Heart Demolition» (2019) из альбома Extreme Power Metal
- «Doomsday Party» (2023) из альбома Warp Speed Warriors
- «Power of the Triforce» (2023) из альбома Warp Speed Warriors
- «Power of the Saber Blade» (2023) из игры Beat Saber OST6
- «Astro Warrior Anthem» (2024) из альбома Warp Speed Warriors
- «Wildest Dreams» (2024) из альбома Warp Speed Warriors
- «Burning Heart» (2024) из альбома Warp Speed Warriors
- «A Draco Tale» (2024) из игры Brawl Stars